# Massaker von Abschwangen

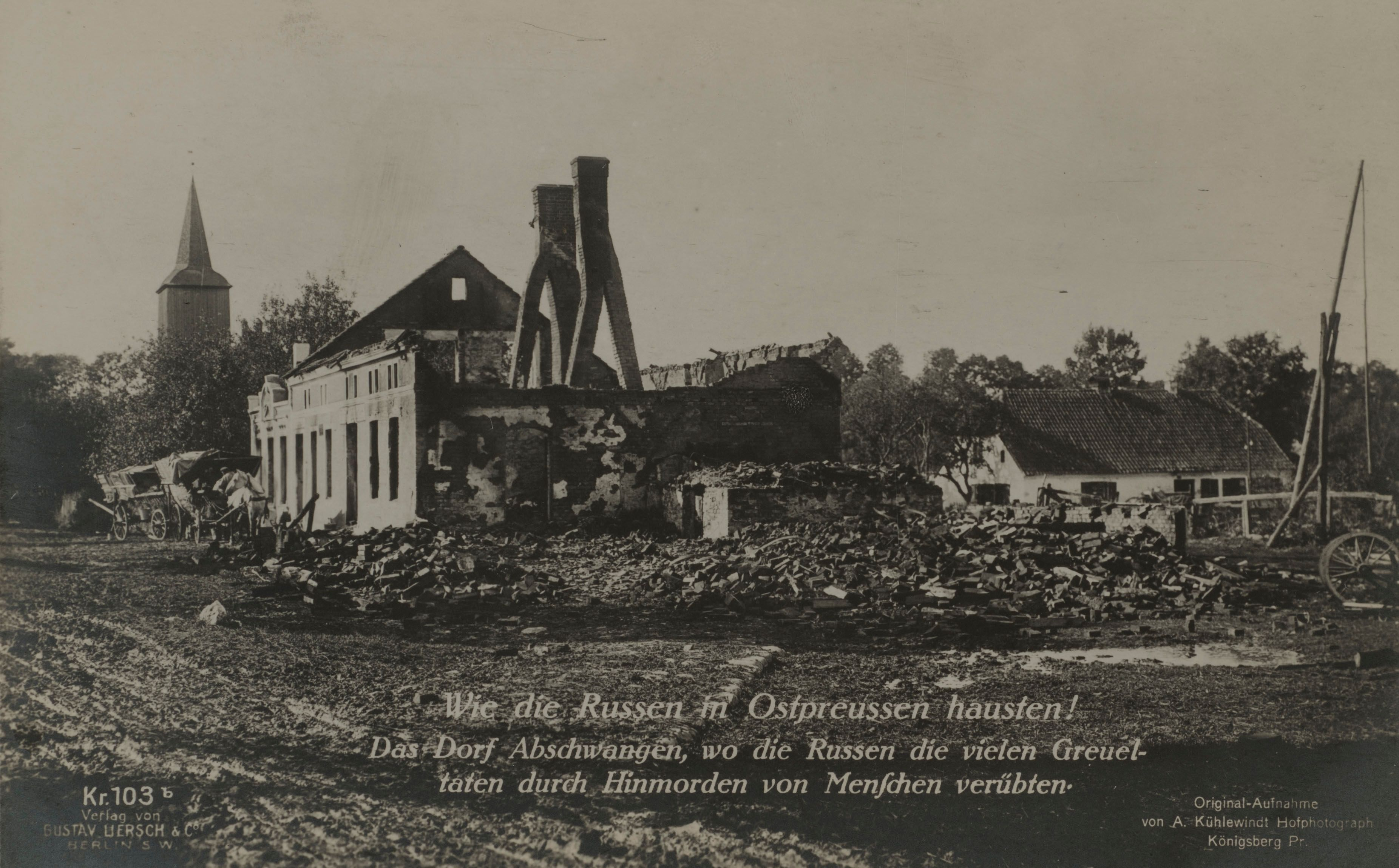
Deutsche Propagandapostkarte: „Wie unverschämt sich die Russen in Ostpreußen benehmen! Das Dorf wurde weggefegt, wo die Russen begannen, Gräueltaten zu begehen und Menschen zu töten.“

Abschwangen (heute: Tischino, im Rajon Bagrationowsk) war ein kleines Dorf bei Preußisch Eylau in Ostpreußen ca. 30 km südlich von Königsberg (Oblast Kaliningrad, Russland). Dort wurde im August 1914 ein Massaker an deutschen Zivilisten verübt.

## Vorgeschichte
Nachdem russische Truppen im August 1914 ihre erste Offensive in Ostpreußen begonnen hatten, kamen sie am 27. August 1914 ohne Widerstand bis in das kleine Dorf Abschwangen. Am 29. August 1914 erreichte auch eine deutsche Kavallerie-Aufklärungseinheit mit vier Soldaten das unbesetzte Dorf, stellte ein russisches Fahrzeug auf der Durchfahrt und eröffnete das Feuer auf das Gefährt. Ein russischer Offizier, ein Mann aus der Familie Trubezkoi, wurde getötet und das Gefährt kehrte nach Almenhausen (Kasshtanovo) zurück.

## Das Massaker
Die russischen Streitkräfte exekutierten direkt neun Zivilisten in Almenhausen (Bgm. Prang, Bauer Stadie, Hermann Marienberg und sechs unbekannte Flüchtlinge), die zufällig in der Nähe waren. Dann brannten sie 70 der 81 Häuser nieder. Zur selben Zeit marschierten Truppen nach Abschwangen. Diese töteten die männliche Bevölkerung und brannten Häuser und landwirtschaftliche Gebäude ab. 78 von 101 existierenden Gebäuden wurden zerstört. Bei dem Massaker wurden 65 Personen getötet (28 Einheimische, 37 Flüchtlinge):
- aus Abschwangen: Brüderlein, Fritz; Dombrowski, Fritz; Dunkel, Franz; Eggert, Johanna; Freimuth, Karl; Friedel, Walter; Frisch, Hermann; Gendatis, Franz; Großmann, August; Heinrich, Richard; Hochwald, Albert; Judel, Lina; Kemmer, Julius; Kösling, Friedrich; Krause, Ernst; Küßner, Karl; Lange, Christoph; Naujoks, Friedrich; Oppermann, Albert; Packheiser, Gustav; Regotzki, Karl; Riemann, August; Riemann, Franz; Riemann, Karl; Rosenbaum, Franz; Schröder, Friedrich; Waschkau, Gottfried; Witt, Elisabeth;
- aus Allenau: Burblies, Gustav; Hinz, Friedrich; Hinz, Karl; Reimer, Albert
- aus Bönkeim: Barteleit, Johanna
- aus Böttchersdorf: Gawlick, Richard; Gawlick, Rudolf; Hensel, Franz
- Budweitschen: Schippel, Wilhelm; Willuhn, Karl
- aus Darkehmen: Forstreuter, Karl
- aus Dettmitten: Arndt, Franz; Arndt, Wilhelm; Arnswald, Otto; Ewert, Friedrich; Grube, Richard; Mischke, Friedrich; Naujok, Gustav; Petschkuhn, Karl; Petschkuhn, Otto
- aus Dommelkeim: Nelson, Emil
- aus Korschen: Diester, Ewald
- aus Kortmedien: Görke, Ernst; Holz, Ernst; Motzkau, Gustav; Saul, Gustav; Schirrmacher, Johann; Schoen, Gustav
- aus Langendorf: Czibold, Fritz; Dudda, Michael; Marwinski, Paul; Rogowski, Christian; Wicesanski, Michael
- aus Löwenhagen: Hollstein, Leopold
- aus Schlangen: Marquardt, Bernhard
- ein Unbekannter

## Nachwirkungen
Nach dem deutschen Erfolg in der Schlacht bei Tannenberg zogen sich die russischen Truppen aus der Region zurück und das Dorf wurde am 3. September 1914 wieder vom deutschen Heer kampflos eingenommen. 1924 wurde ein Denkmal für die 74 Zivilisten errichtet. Zum Ende des Zweiten Weltkriegs wurde das Dorf 1945 vollständig zerstört.